# Rudgea irregularis
Rudgea irregularis är en måreväxtart som beskrevs av Johannes Müller Argoviensis. Rudgea irregularis ingår i släktet Rudgea och familjen måreväxter. Inga underarter finns listade i Catalogue of Life.